# Grega Sorčan
Grega Sorčan, slovenski nogometaš, * 5. marec 1996, Kranj.
Sorčan je profesionalni nogometaš, ki igra na položaju vratarja. Od leta 2024 je član slovenskega kluba Triglav Kranj. Pred tem je branil za slovenske klube Gorico in Domžale, italijanski Chievo, grški Apollon Smyrnis in poljski Zagłębie Sosnowiec. Skupno je v prvi slovenski ligi odigral 174 tekem. Bil je tudi član slovenske reprezentance do 16, 17, 19 in 21 let ter reprezentance B.